# Hadoram Shirihai
Hadoram Shirihai (* 2. května 1962 v Izraeli) je izraelský ornitolog, fotograf a autor určovacích příruček. Jeho hlavními zájmy jsou avifauna Izraele, studium mořských ptáků a mořských savců a dlouhodobý projekt celosvětové fotografické dokumentace všech žijících druhů ptáků.

## Životopis
Hadoram Shirihai je synem Batie a Eliho Shirihaie. Jeho matka byla učitelka, otec zoolog. Vyrostl v Jeruzalémě a od svých třinácti let je vášnivým pozorovatelem ptáků. Na střední škole se účastnil tříletého terénního výzkumu pisily čáponohé a orla skalního, který prováděla Jeruzalémská ptačí observatoř (Ha-tachana le-cheker ciporej Jerušalajim, Jerusalem Bird Observatory, JBO). V letech 1981–1988 pracoval jako ornitolog na plný úvazek pro Správu přírodních rezervací a Společnost pro ochranu přírody v Izraeli.
V roce 1984 založil Mezinárodní centrum pro pozorování a výzkum ptáků v Ejlatu (International Birdwatching and Research Center Eilat, IBRCE) u Rudého moře, jehož cílem je dlouhodobé sledování a kroužkování stěhovavých ptáků. Výzkumné a kroužkovací centrum v Ejlatu provozuje nevládní organizace zaměřená na ochranu přírody a nachází se v rezervaci na důležité ptačí migrační trase, kde již bylo pozorováno více než 400 různých druhů ptáků. Rezervaci a centrum, kde Shirihai působil jako první ředitel do roku 1993, navštíví ročně více než 60 000 turistů z celého světa. K dalším oblastem Shirihaiovy činnosti patřilo každoroční jarní a podzimní sčítání dravců během tahu v Ejlatu v průběhu devíti sezón, sčítání hnízdících ptáků a zřízení izraelské raritní a faunistické komise. Shirihaiovi se podařilo zdokumentovat výskyt 50 druhů ptáků, které dosud nebyly v Izraeli zaznamenány. Do seznamu ptačích druhů západní palearktické oblasti přidal dalších deset.
Od poloviny 90. let se Shirihai zaměřuje na výzkum mořských savců a mořských ptáků. Založil projekt Tubenoses Project, jehož cílem je fotografovat a dokumentovat všechny druhy trubkonosých. V roce 2007 se mu podařilo znovuobjevit buřňáka šalomounského (Pseudobulweria becki). V květnu a říjnu 2009 Shirihai poprvé fotografoval u pobřeží Gau na Fidži buřňáka Macgillivrayova (Pseudobulweria macgillivrayi). V roce 2009 publikoval první fotografie buřňáka vanuatského (Pterodroma occulta) na moři. V letech 2008 až 2010 dokumentoval ve vodách Makaronésie buřňáka madeirského (Pterodroma madeira). Na konci roku 2013 se mu podařilo poprvé vyfotografovat samici buřňáka maskarénského (Pseudobulweria aterrima) kladoucí vejce na moři u ostrova Réunion. V roce 2010 popsal poddruh buřňáka límcového Pterodroma brevipes magnificens, který se vyskytuje na Vanuatu. Poddruh tropického buřňáka ze Seychel Puffinus bailloni colstoni, popsaný v roce 1996 společně s Davidem A. Christiem, je dnes považován za synonymum poddruhu Puffinus bailloni nicolae, který popsal již Christian Jouanin v roce 1971.
Na začátku roku 2000 zahájil Shirihai rozsáhlý dlouhodobý fotografický projekt zaměřený na ptačí druhy Země. Z téměř 5000 dosud vyfotografovaných druhů jich 3250 pochází jen z neotropických oblastí. V letech 2000–2018 spolupracoval s Larsem Svenssonem na knize Handbook of Western Palearctic Birds. Toto dvousvazkové dílo zahrnuje všechny druhy a poddruhy pěvců západní palearktické oblasti, u každého druhu jsou rozsáhlé kapitoly a několik fotografií. Dvousvazkové dílo vyšlo na podzim roku 2021 v českém odborném překladu pod názvem Ptáci: Pěvci Evropy, Blízkého východu a severní Afriky v nakladatelství Universum (Euromedia Group).
Od roku 1989 pracuje Shirihai jako ornitolog na volné noze, průvodce za pozorováním ptáků a autor určovacích příruček. Kromě různých knih publikoval vědecké články v izraelských a mezinárodních ornitologických a birdwatcherských časopisech, včetně Torgos (Izrael), Birding World, Bulletin of the British Ornithologists' Club, British Birds, Dutch Birding, Bulletin of the African Bird Club a Sandgrouse.
Na začátku roku 2015 byl puštík Strix hadorami Kirwan, Schweizer & Copete pojmenován na počest Hadorama Shirhaie. Tento druh byl od 19. století zaměňován s puštíkem arabským (Strix butleri) a díky analýze DNA a podpoře Shirihaie byl popsán jako samostatný druh.

## Dílo
- Birdwatching in the Deserts of Israel, International Birdwatching Centre Eilat, 1993
- The Birds of Israel. Academic Press, London, 1996
- The Macmillan Birder’s Guide to European and Middle Eastern Birds (spoluautor David A. Christie, ilustrátor Alan Harris), Macmillan, London, 1996
- Passerines and Passerine Migration in Eilat 1984–1993 (spoluautor John H. Morgan). International Birdwatching Centre Eilat, 1997
- Ethiopia 1997: In Search of Endemic Birds (spoluautor Julian Earnshaw Francis), 1998
- Raptor Migration in Israel and the Middle East: A Summary of 30 Years of Field Research (spoluautor Reuven Yosef, Dan Alon, Guy M. Kirwan, Reto Spaar), IBRCE, IOC, SPNI, Eilat, 2000
- A Guide to the Birding Hotspots of Northern Israel (spoluautor James P. Smith, Guy M. Kirwan und Dan Alon) Israel Ornithological Center, SPNI, Tel Aviv, 2000
- A Guide to the Birding Hotspots of Southern Israel (spoluautor James P. Smith, Guy M. Kirwan und Dan Alon) Israel Ornithological Center, SPNI, Tel Aviv, 2000
- Sylvia Warblers (spoluautor Gabriel Gargallo a Andreas J. Helbig, ilustrátor Alan John Harris a David Cottridge). A. & C. Black, London, 2001
- A Complete Guide to Antarctic Wildlife The Birds and Marine Mammals of the Antarctic Continent and the Southern Ocean (ilustrátor Brett Jarrett). Princeton University Press, 2002
- Whales, Dolphins and Seals – A Field Guide to the Marine Mammals of the World (ilustrátor Brett Jarrett). A. & C. Black, London, 2006
- Handbook of Western Palearctic Birds. Band 1: Passerines: Larks to Warblers. 2018 (spoluautor Lars Svensson).
- Handbook of Western Palearctic Birds. Band 2: Passerines: Flycatchers to Buntings. 2018 (spoluautor Lars Svensson).
  - Ptáci: Pěvci Evropy, Blízkého východu a severní Afriky. 2 svazky. Praha: Universum, 2021. ISBN 978-80-242-7675-5.